# Remanzo
Remanzo es una localidad boliviana perteneciente al municipio de Chimoré, ubicado en la provincia de Carrasco del departamento de Cochabamba. 
Según el último censo de 2012 realizado por el Instituto Nacional de Estadística de Bolivia (INE), la localidad cuenta con una población de 250 habitantes y está situada a 200 metros sobre el nivel del mar.

## Población
| Año  | Población | Fuente                  |
| ---- | --------- | ----------------------- |
| 1992 | 100       | Censo boliviano de 1992 |
| 2001 | 150       | Censo boliviano de 2001 |
| 2012 | 250       | Censo boliviano de 2012 |